# The Great Adventures of Slick Rick
The Great Adventures of Slick Rick è l'album di debutto del rapper statunitense Slick Rick, pubblicato nel dicembre 1988. L'album è tra i pochi a ricevere un punteggio di cinque-mic dalla rivista specializzata The Source. Nel 1998, The Source inserisce l'album nella sua classifica dei 100 migliori album rap. Nel 2012, Slant Magazine posiziona The Great Adventures of Slick Rick al novantanovesimo posto tra i "migliori album degli anni ottanta". Il rapper Nas cita l'album come uno dei suoi preferiti. Distribuito da Def Jam e Columbia, l'album è pubblicato dopo un lavoro durato tre anni. Sulle basi si alternano lo stesso Slick Rick, Hank Shocklee & Eric Sadler (membri della Bomb Squad) e Jason Mizell, che lavora alla seconda traccia.
L'album resta al primo posto della Top R&B/Hip Hop Albums Chart di Billboard per cinque settimane non consecutive, raggiungendo anche la posizione 31 nella Billboard 200. Il singolo Children's Story è inserito nelle colonne sonore dei videogiochi Grand Theft Auto: San Andreas, True Crime: New York City e Tony Hawk's Proving Ground.
The Great Adventures of Slick Rick riceve recensioni generalmente positive: NME vota l'album 7/10, Spin 9/10, RapReviews 10/10, Q e Rolling Stone gli assegnano quattro stelle su cinque, AllMusic invece gli attribuisce cinque stelle su cinque.
| Recensione                    | Giudizio |
| ----------------------------- | -------- |
| AllMusic                      | [ 9 ]    |
| Q                             | [ 10 ]   |
| NME                           | [ 11 ]   |
| The Rolling Stone Album Guide | [ 12 ]   |
| Spin Alternative Record Guide | [ 13 ]   |
| The Village Voice             | C+       |
| RapReviews                    | [ 6 ]    |

## Tracce
1. Treat Her Like a Prostitute – 3:54 (testo: Ricky Walters – musica: Slick Rick)
2. The Ruler's Back – 5:34 (testo: Walters – musica: Jason Mizell)
3. Children's Story – 3:59 (testo: Walters – musica: Slick Rick)
4. That Moment I Feared – 3:32 (testo: Hank Shocklee, Eric Sadler, Walters – musica: Hank Shocklee, Eric Sadler)
5. Let's Get Crazy – 3:49 (testo: Shocklee, Sadler, Walters, Kenny Houston – musica: Hank Shocklee, Eric Sadler)
6. Indian Girl (An Adult Story) – 3:14 (testo: Walters – musica: Slick Rick)
7. Teenage Love – 4:50 (testo: Shocklee, Sadler, Walters – musica: Hank Shocklee, Eric Sadler)
8. Mona Lisa – 4:05 (testo: Walters – musica: Slick Rick)
9. KIT (What's the Scoop) – 3:21 (testo: Shocklee, Sadler, Walters – musica: Hank Shocklee, Eric Sadler)
10. Hey Young World – 4:36 (testo: Walters – musica: Slick Rick)
11. Teacher, Teacher – 4:59 (testo: Shocklee, Sadler, Walters – musica: Hank Shocklee, Eric Sadler)
12. Lick the Balls – 3:56 (testo: Shocklee, Sadler, Walters – musica: Hank Shocklee, Eric Sadler)

## Classifiche

### Classifiche settimanali
| Classifica (1989)         | Posizione massima |
| ------------------------- | ----------------- |
| Stati Uniti               | 31                |
| US Top R&B/Hip-Hop Albums | 1                 |

### Classifiche di fine anno
| Classifica (1989)         | Posizione massima |
| ------------------------- | ----------------- |
| Stati Uniti               | 70                |
| US Top R&B/Hip-Hop Albums | 5                 |